# Kinyarwanda
Kinyarwanda, auch Kinjaruanda oder Ruandisch, ist eine in Ruanda sowie in angrenzenden Gebieten der Demokratischen Republik Kongo und Ugandas verbreitete Bantusprache mit über sieben Millionen Sprechern. Es wird gesprochen von den Bantu-Ethnien Hutu, Tutsi, Banyamulenge und Twa.
Kinyarwanda ist neben Englisch, Französisch und Suaheli Amtssprache in Ruanda und mit dem Kirundi, der Sprache des benachbarten Staates Burundi, praktisch identisch. Während der deutschen Kolonialzeit in Ruanda-Urundi erfolgte eine lateinisch basierte Verschriftung.